# Уэзеролл, Эндрю
Эндрю Джеймс Уэзеролл (англ. Andrew James Weatherall; 6 апреля 1963 — 17 февраля 2020) — британский музыкант, DJ, автор песен, продюсер и ремиксер. Он был ключевым DJ эйсид-хаус движения конца 1980-х, а также делал ремиксы на композиции таких исполнителей, как Happy Mondays, New Order, Бьорк, The Orb, The Future Sound of London и My Bloody Valentine. Его продюсерская работа на альбоме Primal Scream, Screamadelica, добавление семплов, лупов и создание революционной смеси хард-рока, хауса и рейва, помогла пластинке завоевать первую Mercury Music Prize в 1992 году, а также стать одной из самых узнаваемых пластинок 1990-х.

## Смерть
Уэзеролл скончался 17 февраля 2020 года от тромбоэмболии лёгочной артерии в Лондоне в возрасте 56 лет.

## Избранная дискография

### Студийные альбомы
- A Pox on the Pioneers (2009)
- Ruled by Passion, Destroyed by Lust (2013) (with Timothy J. Fairplay, as the Asphodells)
- The Phoenix Suburb (and Other Stories) (2015) (with Nina Walsh, as the Woodleigh Research Facility)
- Convenanza (2016)
- Qualia (2017)

### Сборники
- Nine O’Clock Drop (2000)
- Machine Funk Specialists (2002)
- From the Bunker (2004)
- Fabric 19 (2004)
- Sci-Fi-Lo-Fi Vol. 1 (2007)
- Watch the Ride (2008)
- Andrew Weatherall vs the Boardroom (2008)
- Andrew Weatherall vs the Boardroom Volume 2 (2009)
- Masterpiece (2012)
- Consolamentum (2016)

### Мини-альбомы
- The Bullet Catcher’s Apprentice (2006)
- Kiyadub EP (2017)
- Merry Mithrasmas EP (2017)
- Blue Bullet EP (2018)

### Синглы
- «Unknown Plunderer» / «End Times Sound» (2020)